# 女ひとり旅
『女ひとり旅』（おんなひとりたび）は、1986年1月9日から同年10月23日までテレビ朝日系列局で放送されていた旅番組である。朝日放送とスタッフアズバーズの共同制作。放送時間は毎週木曜 20:00 - 20:54 （日本標準時）。

## 概要
『爆笑!!ライブハウス』に続いて放送された、『極楽テレビ』打ち切り後のつなぎ番組。
女優が各地を巡る。
番組は9か月間にわたって放送され、2時間の番組スペシャルも2度制作された。その後10月期の1クール（3か月間）「テーマはおんな」（スタジオでの情報トーク番組）を挟む形で、1987年1月期の1クールに「テーマはおんな・旅情編」と題した当番組の趣旨と全く同じ旅行紀行番組が放送された。

## 出演者
旅人役は順不同で掲載。

### 旅先案内人(ナレーター)
- 浜村淳 - 隔週で担当。
- 玉井孝（当時朝日放送アナウンサー） - 隔週で担当。スペシャル回においては司会を担当。
- 林伸一郎（当時朝日放送アナウンサー） - スペシャル回のみで担当。

### 旅人
- 池内淳子
- いしだあゆみ
- 市原悦子
- 岩下志麻
- 京マチ子
- 栗原小巻
- 坂口良子
- 佐藤友美
- 高峰三枝子
- 竹下景子
- 倍賞千恵子
- 星野知子
- 美空ひばり
- 松坂慶子
- 山本陽子
- 若尾文子

ほか

## スタッフ
- 制作：山内久司
- プロデューサー：岡村道範、北畑泰啓
- 構成：峰順一
- 音楽：三木たかし
- 撮影：森喜弘
- 監督：生島信
- 製作：朝日放送、スタッフアズバーズ

## テーマ曲
- ED「愛と哀しみの旅路」作詞：阿久悠、作曲：三木たかし、歌：佐藤しのぶ
- IN「旅の想い」作詞：阿久悠、作曲：三木たかし、歌：佐藤しのぶ